# Quần vợt tại Đại hội Thể thao Đông Nam Á 2015
Quần vợt tại Đại hội Thể thao Đông Nam Á năm 2015 được tổ chức từ ngày 6 đến ngày 14 tháng 6 năm 2015 tại Kallang Tennis Centre, khu vực Kallang, Singapore. Chương trình thi đấu bao gồm bảy nội dung: đơn nam, đơn nữ, đôi nam, đôi nữ, đôi nam nữ, đồng đội nam và đồng đội nữ. 
Đoàn thể thao Thái Lan thể hiện sức mạnh vượt trội khi giành chức vô địch ở hầu hết các nội dung, bao gồm cả các nội dung đơn, đôi và đồng đội. Giành tổng cộng 6 tấm huy chương vàng, xếp thứ nhất toàn đoàn. Huy chương vàng còn lại thuộc về đoàn Philippines với chức vô địch đôi nam nữ.

## Quốc gia tham dự
Môn quần vợt có sự tham gia trành tài của 68 vận động viên đến từ 9 quốc gia trong khu vực:
- Campuchia (6)
- Indonesia (8)
- Lào (5)
- Malaysia (7)
- Myanmar (8)
- Philippines (8)
- Singapore (8)
- Thái Lan (9)
- Việt Nam (9)

## Tóm tắt kết quả
| Nội dung     | Vàng                                                                                                 | Bạc                                                                                    | Đồng                                                                                           |
| ------------ | --- | -------------------------------------------------------------------------------------- | ---------------------------------------------------------------------------------------------- |
| Đơn nam      | Warit Sornbutnark · Thái Lan                                                                         | David Susanto · Indonesia                                                              | Jeson Patrombon · Philippines                                                                  |
| Đơn nam      | Warit Sornbutnark · Thái Lan                                                                         | David Susanto · Indonesia                                                              | Bun Kenny · Campuchia                                                                          |
| Đơn nữ       | Noppawan Lertcheewakarn · Thái Lan                                                                   | Varatchaya Wongteanchai · Thái Lan                                                     | Katharina Lehnert · Philippines                                                                |
| Đơn nữ       | Noppawan Lertcheewakarn · Thái Lan                                                                   | Varatchaya Wongteanchai · Thái Lan                                                     | Lavinia Tananta · Indonesia                                                                    |
|              | |                                                                                        |                                                                                                |
| Đôi nam      | Thái Lan · Sanchai Ratiwatana · Sonchat Ratiwatana                                                   | Philippines · Ruben Gonzales · Jeson Patrombon                                         | Philippines · Francis Alcantara · Treat Huey                                                   |
| Đôi nam      | Thái Lan · Sanchai Ratiwatana · Sonchat Ratiwatana                                                   | Philippines · Ruben Gonzales · Jeson Patrombon                                         | Thái Lan · Warit Sornbutnark · Kittipong Wachiramanowong                                       |
| Đôi nữ       | Thái Lan · Noppawan Lertcheewakarn · Varatchaya Wongteanchai                                         | Philippines · Denise Dy · Katharina Lehnert                                            | Thái Lan · Peangtarn Plipuech · Tamarine Tanasugarn                                            |
| Đôi nữ       | Thái Lan · Noppawan Lertcheewakarn · Varatchaya Wongteanchai                                         | Philippines · Denise Dy · Katharina Lehnert                                            | Indonesia · Jessy Rompies · Aldila Sutjiadi                                                    |
| Đôi nam nữ   | Philippines · Denise Dy · Treat Huey                                                                 | Thái Lan · Peangtarn Plipuech · Sonchat Ratiwatana                                     | Indonesia · Jessy Rompies · Sunu Wahyu Trijati                                                 |
| Đôi nam nữ   | Philippines · Denise Dy · Treat Huey                                                                 | Thái Lan · Peangtarn Plipuech · Sonchat Ratiwatana                                     | Thái Lan · Tamarine Tanasugarn · Sanchai Ratiwatana                                            |
|              | |                                                                                        |                                                                                                |
| Đồng đội nam | Thái Lan · Sanchai Ratiwatana · Sonchat Ratiwatana · Danai Udomchoke · Kittipong Wachiramanowong     | Indonesia · Christopher Rungkat · Aditya Sasongko · David Susanto · Sunu Wahyu Trijati | Malaysia · Ariez Deen Heshaam · Mohd Assri Merzuki · Syed Syed Naguib · Muhammad Zainal Abidin |
| Đồng đội nam | Thái Lan · Sanchai Ratiwatana · Sonchat Ratiwatana · Danai Udomchoke · Kittipong Wachiramanowong     | Indonesia · Christopher Rungkat · Aditya Sasongko · David Susanto · Sunu Wahyu Trijati | Philippines · Francis Alcantara · Ruben Gonzales · Treat Huey · Jeson Patrombon                |
| Đồng đội nữ  | Thái Lan · Luksika Kumkhum · Noppawan Lertcheewakarn · Tamarine Tanasugarn · Varatchaya Wongteanchai | Philippines · Denise Dy · Khim Iglupas · Katharina Lehnert · Anna Clarice Patrimonio   | Malaysia · Jawairiah Noordin · Theiviya Selvarajoo · Yus Syazlin Yusri                         |
| Đồng đội nữ  | Thái Lan · Luksika Kumkhum · Noppawan Lertcheewakarn · Tamarine Tanasugarn · Varatchaya Wongteanchai | Philippines · Denise Dy · Khim Iglupas · Katharina Lehnert · Anna Clarice Patrimonio   | Indonesia · Jessy Rompies · Lavinia Tananta · Ayu Fani Damayanti · Aldila Sutjiadi             |

## Bảng huy chương
| Hạng               | Đoàn               | Vàng | Bạc | Đồng | Tổng số |
| ------------------ | ------------------ | ---- | --- | ---- | ------- |
| 1                  | Thái Lan           | 6    | 2   | 3    | 11      |
| 2                  | Philippines        | 1    | 3   | 4    | 8       |
| 3                  | Indonesia          | 0    | 2   | 4    | 6       |
| 4                  | Malaysia           | 0    | 0   | 2    | 2       |
| 5                  | Campuchia          | 0    | 0   | 1    | 1       |
| 6                  | Singapore          | 0    | 0   | 0    | 0       |
| 6                  | Myanmar            | 0    | 0   | 0    | 0       |
| 6                  | Lào                | 0    | 0   | 0    | 0       |
| 6                  | Việt Nam           | 0    | 0   | 0    | 0       |
| Tổng số (9 đơn vị) | Tổng số (9 đơn vị) | 7    | 7   | 14   | 28      |